# Estonian Air
AS Estonian Air — упразднённая авиакомпания, базировавшаяся в Таллине (Эстония). До 2015 года являлась национальной авиакомпанией Эстонии, осуществляла регулярные и чартерные услуги по всей Европе.

## История

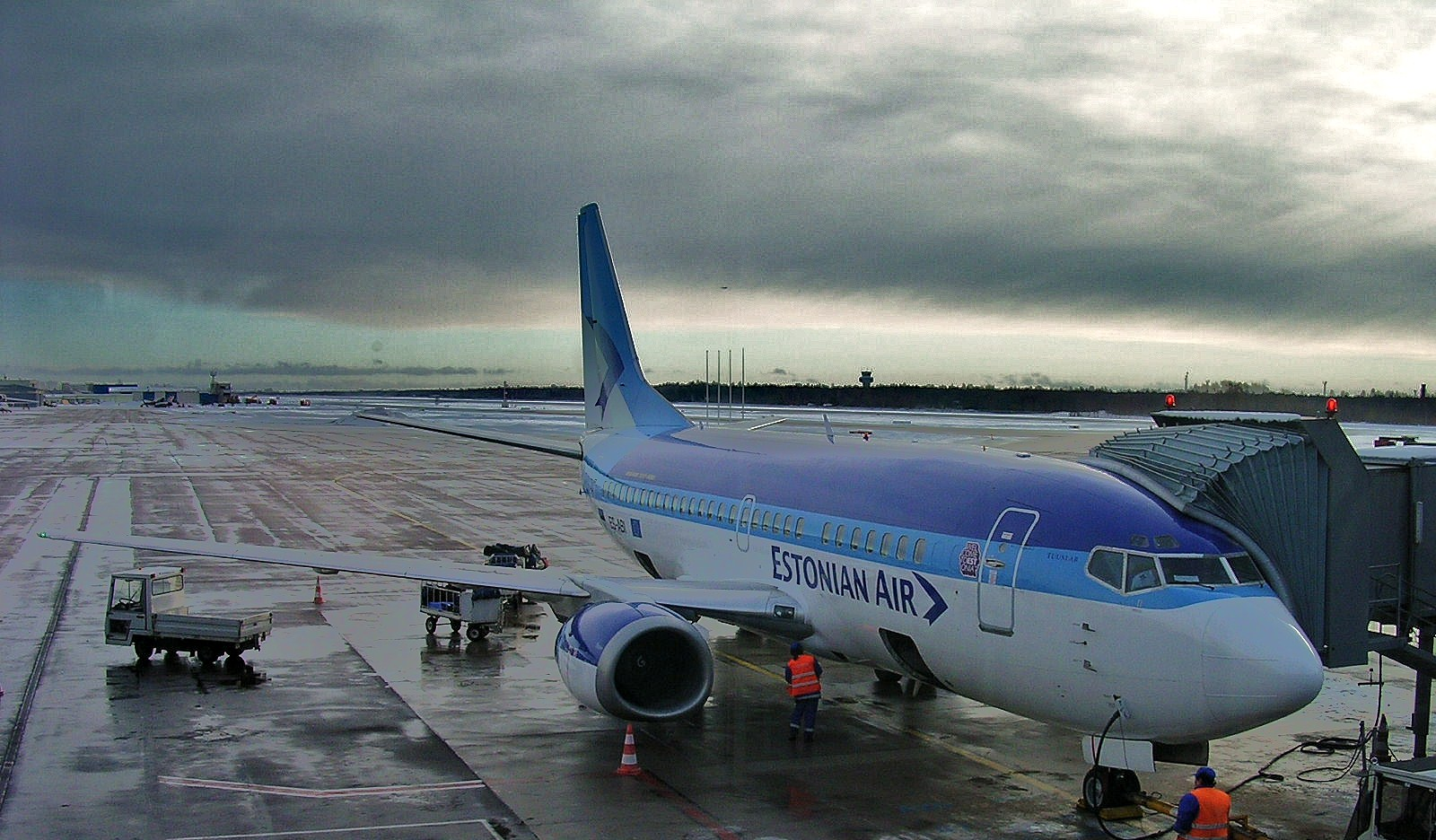
Estonian Air Boeing 737—500 в Таллинском аэропорту

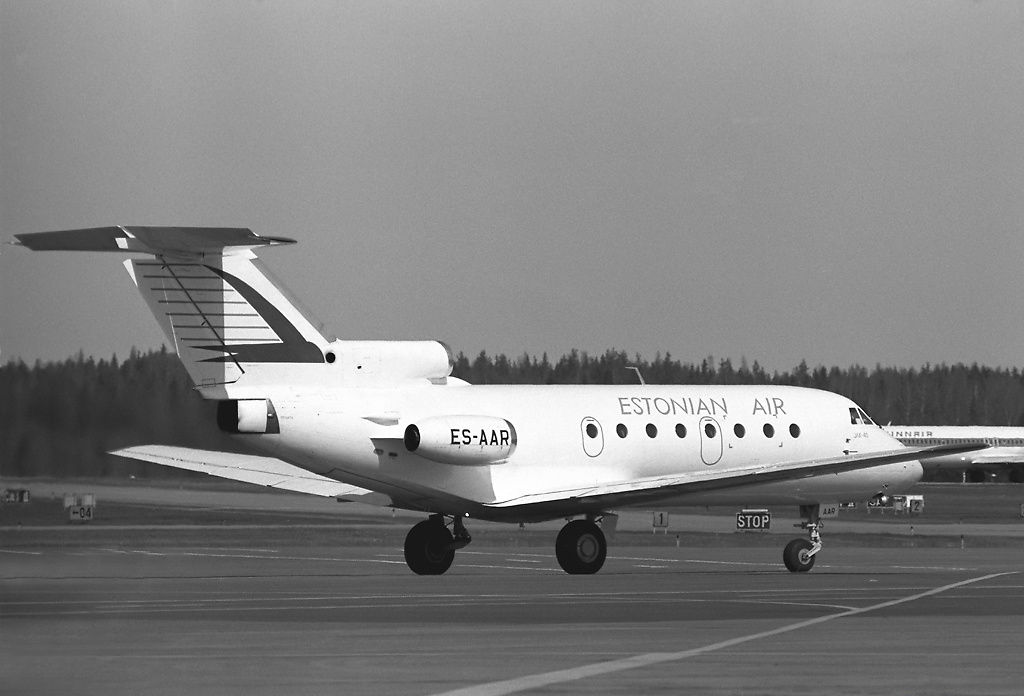
Бывший Як-40 в 1994 году

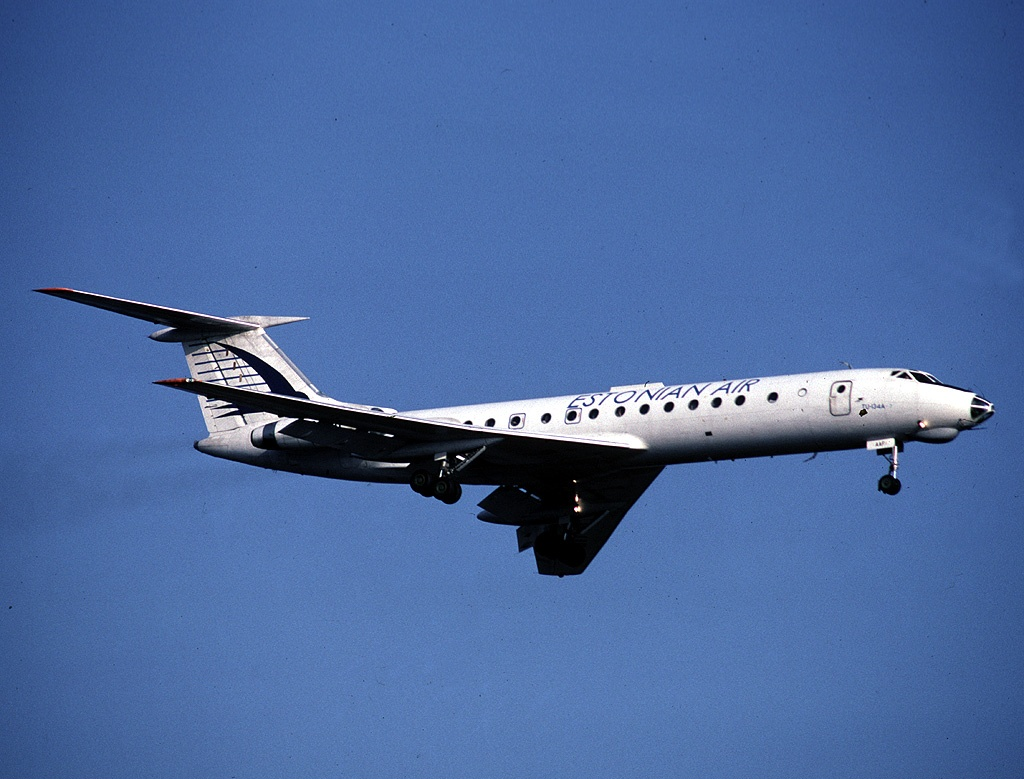
Бывший Ту-134 в 1994 году

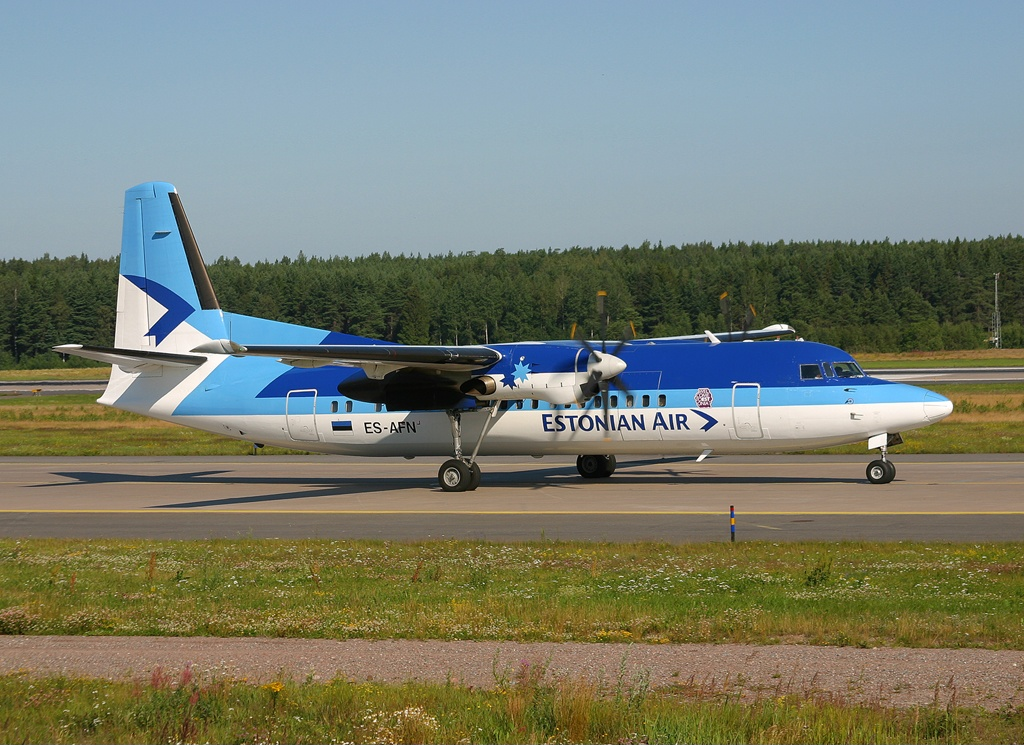
Бывший Fokker 50 в 2002 году

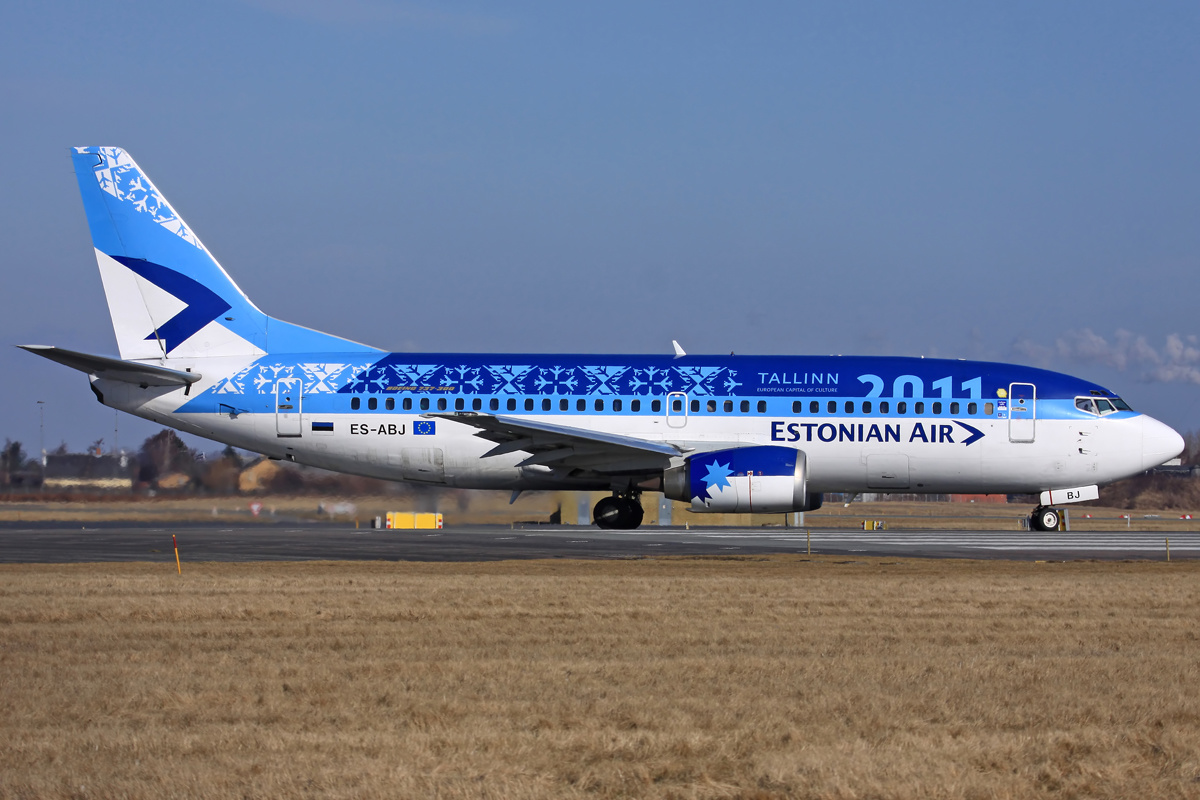
Бывший Boeing 737—300 в 2011 году

Estonian Air, эстонская национальная авиакомпания, была создана 1 декабря 1991 года на базе техники, доставшейся от советского «Аэрофлота». Предприятие является членом IATA (The International Air Transport Association) с 1992 года. Владельцами Estonian Air являются Эстонское государство и SAS Grupp.
Estonian Air являлась самым крупным перевозчиком в Таллинском аэропорту. В компании Estonian Air работало около 200 человек.
Estonian Air оказывала следующие авиатранспортные услуги:
- пассажирские перевозки на регулярных международных рейсах;
- пассажирские перевозки на заказных рейсах;
- грузовые перевозки.

Estonian Air имела одно дочернее и два совместных предприятия:
- AS Estonian Air Regional (доля участия 100 %), которое эксплуатировало самолёты Saab 340, осуществляв в сотрудничестве с материнским предприятием коммерческие рейсы в близлежащие регионы;
- Eesti Aviokütuse Teenuste AS (доля участия 51 %), предлагавшее услугу заправки самолётов топливом в Таллинском аэропорту
- AS Amadeus Eesti (доля участия 60 %), предлагавшее эстонским туристическим агентствам системы бронирования и оказывавшее им соответствующую поддержку.

## Банкротство
7 ноября 2015 года Estonian Air объявила о прекращении операционной деятельности с 8 ноября 2015 года.

## Маршрутная сеть
На самолётах Estonian Air можно было добраться до следующих городов:
- Амстердам
- Анталия
- Берлин
- Брюссель
- Вена
- Вильнюс
- Киев
- Копенгаген
- Милан
- Москва
- Мюнхен
- Ницца
- Осло
- Париж
- Санкт-Петербург
- Сплит
- Стокгольм
- Таллин
- Тронхейм

## Чартерные рейсы
В дополнение к маршрутным полётам, Estonian Air организовывала чартерные рейсы в Европу и Северную Африку, а также в арабские и средиземноморские страны. Самым дальним пунктом назначения был Ньюфаундленд в Канаде.
Estonian Air обслуживала также государственные визиты Президента Республики и полёты миротворцев из Центра миротворческих операций. Чартерные рейсы осуществлялись в сотрудничестве с предприятиями, государственными учреждениями и туристическими бюро.
В 2007 году Estonian Air обслужила на чартерных рейсах 94 000 пассажиров.

## Грузоперевозки
Сотрудничество Estonian Air с международными авиакомпаниями давало возможность обеспечивать перевозки грузов по всему миру. Перевозки малогабаритных грузов по Европе осуществлялись на маршрутных полётах Estonian Air. Перевозки крупногабаритных грузов через крупные транзитные пункты Европы осуществлялись в сотрудничестве с авиакомпаниями — партнёрами Estonian Air. Estonian Air предлагала также услугу «от двери до двери» по территории всей Европы.

## Наземное обслуживание полётов
В дополнение к перевозке пассажиров и грузов в число услуг Estonian Air входили регистрация пассажиров на полет, обработка багажа и обслуживание самолёта. В дополнение к своим самолётам Estonian Air обслуживала самолёты других авиакомпаний. В список клиентов входили, например, Czech Airlines, SAS, EasyJet, AirBaltic, City Airline, Estonian Air Regional и множество чартерных фирм.
В 2007 году Estonian Air обслужила 57 % рейсов с вылетом из таллинского аэропорта и 70 % пассажиров, прошедших через таллинский аэропорт.

## Флот
Estonian Air имела в составе флота:
- Embraer 170—100 — 4 самолёта (ES-AEA, ES-AEB, ES-AEC, ES-AED) (один передан в лизинг литовской Air Lithuania;[источник не указан 3641 день])
- CRJ900 Next Gen — 3 самолёта (ES-ACB, ES-ACC, ES-ACD).

На конец июля 2015 года средний возраст самолётов компании составлял 7,5 года.

## Финансовые показатели
Убытки Estonian Air в 2009 году составили 70 млн крон (в 2008 году — 170 млн). Последний раз авиакомпания заработала прибыль в 2005 году. В декабре 2012 года было объявлено о возможности банкротства авиакомпании либо о её возможном слиянии с Air Baltic.

## Происшествия
26 августа 1993 года около представительства Estonian Air в Таллине взорвалась бомба, спрятанная в мусорной урне. Как выяснилось, взрыв бомбы был связан с разборками двух преступных группировок — эстоноязычной «группировкой птицефабрики» и русскоязычной Пермской преступной группировкой (эст. Permu grupeering), которые вели борьбу за контроль над незаконной торговлей металлом. В результате взрыва никто не погиб, но двое случайных прохожих пострадали. Виновным в подрыве был признан член «группировки птицефабрики» Роберт Похлак, осуждённый в 1998 году на 15 лет тюрьмы и освобождённый условно-досрочно в 2007 году за примерное поведение.